# 한국여성민우회
한국여성민우회(韓國女性民友會, 영어: Korean WomenLink)는 1987년 설립된 대한민국의 여성 단체이다. 성평등한 민주사회와 여성대중운동을 목표로 활동하고 있다.

## 창립
| “ | 여성이 겪고 있는 고통의 뿌리는 이 사회의 반민주적, 반민중적 구조에 있으며 그 위에서 경쟁위주, 물질위주의 비인간적 사회가 독버섯처럼 번창하고 있다. 여성이 해방되기 위해서는 가정을 포함한 이 사회가 인간의 존엄을 구현하는 진정한 민주주의 사회로 바뀌어야만 한다 | ” |
|   | — 창립선언문 중에서 |   |

1983년 한국의 민주화 운동에 참여한 여성 지식인을 중심으로 여성평우회가 결성되었다. 1987년 조직을 개편하여 현재의 여성민우회로 창립하였다. 1980년대의 한국 정치 상황으로 인해 여성민우회의 초기 활동은 민주화 운동에 집중되어 있었다. 여성 문제에 관한 활동은 1990년대부터 본격적으로 시작하였다.

## 편향성
선택적 분노를 하고 있다는 비판이 가해지고 있다. 우파 진영에서의 성 추행에 대해서는 즉각 성명을 내나, 더불어민주당 등 상습적 여성 성범죄자가 많은 곳에 대해서는 침묵을 유지하고 있다는 비판이 있다.

## 활동
여성민우회는 전국에 지부를 두고 있으며 성폭력 피해 상담, 생활협동조합, 여성 권익 신장 등의 사업을 하고 있다.
- 민우회 성폭력상담소[8]
- 여성민우회소비자생활협동조합[9]

2012년 3월, 170여 개의 정책 과제를 담은 '2012 성평등 복지국가 전략보고서'를 발간하였다.

### 호주제 폐지 운동
여성민우회가 주도적으로 참여한 호주제 폐지 운동은 성공한 제도 개혁 사례로 평가받고 있다. 1998년 부모성 나란히 쓰기 운동을 시작으로 사회적 관심을 불러일으켰고 2005년 국회의 의결을 통과하였다.
한편 2008년 행정안전부는 공직자윤리법 개정안에서 결혼한 여성 공직자는 시부모의 재산을 등록하라는 내용을 담아 호주제 폐지에 정면으로 배치된다는 비판을 받기도 하였다.

## 주요 인물
다음은 여성민우회 출신의 주요 인물이다.
- 한명숙: 회장(1989년 ~ 1994년), 제37대 대한민국의 총리, 제16대 대한민국 대통령 노무현 장례위원장
- 최영희: 초대 부회장, 대한민국 제18대 국회 국회의원 (비례, 통합민주당)
- 이미경: 초대 부회장, 대한민국 제18대 국회 국회의원 (서울 은평갑, 통합민주당)
- 김상희: 초대 부회장, 대한민국 제18대 국회 국회의원 (비례, 통합민주당)

## 같이 보기
- 한국여성단체연합
- 한국여성의전화
- 운동사회 성폭력 뿌리뽑기 100인 위원회